# تأسیسات قدیمی آب خانه دام
تأسیسات قدیمی آب خانه دام مربوط به سدهٔ ۸ ه.ق است و در شهرستان سلماس، روستای خانه دام واقع شده و این اثر در تاریخ ۵ بهمن ۱۳۷۸ با شمارهٔ ثبت ۲۵۶۳ به‌عنوان یکی از آثار ملی ایران به ثبت رسیده است.